# Holenarsipur
Holenarsipur is een dorp in het district Hassan van de Indiase staat Karnataka. 

## Demografie
Volgens de Indiase volkstelling van 2001 wonen er 27.018 mensen in Holenarsipur, waarvan 51% mannelijk en 49% vrouwelijk is. De plaats heeft een alfabetiseringsgraad van 73%. 